# Lagoa 66
Lagoa 66 (leia-se Lagoa Meia Meia), mais tarde rebatizada para Lagoa, foi uma banda de Rock onanista e Rapcore californiano criada em 1985 por Rogério Naccache e Tadeu Patolla.

## História
O nome da banda é a abreviatura do endereço de um pequeno estúdio de gravação do Tadeu Patolla: Rua Borges Lagoa 66, na Vila Mariana em São Paulo. Amigo de longa data do Tadeu, o baterista Leonardo Giordano foi o primeiro a se juntar à banda, seguido do baixista Nicco Caccicacarro. Com essa formação, a banda estreou se apresentando no Woodstock, tradicional casa de rock paulistana, abrindo para o Rock Memory. Depois, o baixista Sergio Bartolo e o guitarrista Marcelo Munari foram incorporados ao Lagoa. Uma fita k7 “demo” com o repertório da banda passou a circular na cena “surf/skate” de São Paulo.
Em 1987, emplacaram as músicas "Pelamordedeus" e "Nyet Chernobyl" no álbum-coletânea "Fausto Silva Apresenta Perdidos Na Noite Do Rock" Neste mesmo ano eles foram a banda escolhida para a inauguração do AeroAnta, casa de shows na capital paulsita que se destacou no cenário 
musical nos anos 80/90.
De 1986 a 1991, o Lagoa 66 tocou em todos os lugares possíveis em São Paulo, abriu alguns shows de Robertinho do Recife, mas não chegou a ser contratado por uma grande gravadora.
Em 1995, foram contratados pela EMI como uma aposta da gravadora como possíveis substitutos do Mamonas Assassinas
Em 1997, dois anos depois de lançarem seu único álbum e já sem o 66 em seu nome, fizeram uma participação no álbum Transpiração Contínua Prolongada, do Charlie Brown Jr., na música "Escalas Tropicais".

## Integrantes
- Rogério Naccache - Vocais
- Tadeu Patolla - Guitarra
- Marcelo Munari - guitarra
- Helio Cosmo - Baixo elétrico
- Nicco Caccicacarro - Baixo elétrico
- Leonardo Giordano - Baterias

## Discografia
1995 - Agora Sai!
Participação em outros projetos
- 1987 - As músicas "Pelamordedeus" e "Nyet Chernobyl" foram incluídas no álbum "Fausto Silva Apresenta Perdidos Na Noite Do Rock"[12]
- 1997 - Participação na faixa "Escalas Tropicais", do álbum Transpiração Contínua Prolongada, do Charlie Brown Jr. (creditas apenas como "Lagoa").

### Álbum "Agora Sai!"
Em 1995, já com o nome Lagoa, a banda lançou seu único CD, “Agora Sai!”, com o baixista Helio Cosmo, e sob o selo EMI.
O single "Revista de Mulher... Pelada" chegou a emplacar em várias rádios paulistanas, e seu videoclipe, que conta com a participação da modelo e atriz Paloma Bock, figurou na 6ª posição do Disk MTV. Por conta disso, eles receberam uma indicação ao MTV Video Music Brasil 1997 na categoria "Escolha da Audiência".
Outra curiosidade é que a capa deste álbum foi considerada uma das "10 mais horrendas já criadas para discos da música brasileira" pelo site crushemhifi.com.br, que disse: "uma montagem horrenda com a cara dos integrantes em um fundo “animado”. E ainda inspiraram o patinho da FIESP".

#### Faixas
1. Revista de Mulher… Pelada!

2. A Mulher do Canadá

3. PelamordeDeus

4. Bem Feito

5. São Vicente

6. Gisleide Neide

7. Processo

8. Dinheiro Pouco Eu Tenho Muito

9. Tudo Bem

10. Inamps

11. Xilép Com A Língua

12. Agora Sai!

## Prêmios e Indicações
| Ano  | Prêmio                     | Categoria            | Indicação                           | Resultado | Ref.          |
| ---- | -------------------------- | -------------------- | ----------------------------------- | --------- | ------------- |
| 1997 | III MTV Video Music Brasil | Escolha da Audiência | Música "Revista de Mulher… Pelada!" | Indicado  | [ 14 ] [ 16 ] |